# Mōri Kogorō
Mōri Kogorō (毛利 小五郎 (Mao Lợi Tiểu Ngũ Lang)) là một nhân vật phổ biến trong loạt anime và manga Thám tử lừng danh Conan. Tên của ông được đặt theo nhân vật Akechi Kogoro trong tiểu thuyết của Edogawa Ranpo là Ijinkan.

## Tiểu sử
20 năm trước, Kogorō học tại Trường Trung học Teitan, cùng nơi mà Kudo Shinichi và con gái của ông - Mori Ran đang học, cùng với vợ ông Kisaki Eri, Fujimine Yukiko và Ujo Ruri.Detective Conan Manga; Chapter 374, page 7 – 8. Khi đó ở trường có tổ chức cuộc thi Hoa khôi Miss Teitan. Do ông học rất tệ tiếng Anh nên đã hiểu sai nghĩa từ “Miss” và vô tình chọn Eri thay vì mẹ của Shinichi, Yukiko Fujimine Detective Conan Manga; Chapter 416, page 16 – 17.

## Tính cách
Là một người ưa hưởng thụ suốt ngày, là tay mê phụ nữ đẹp và luôn khoác lác về những thành tích trong sự nghiệp để làm mọi người ngưỡng mộ mình. Người phụ nữ trong mơ của Mori là ngôi sao nhạc Pop tên là Okino Yoko và ông chưa bao giờ bỏ lỡ một buổi biểu diễn nào của nữ ca sĩ này. Do tính cách thích các cô gái đẹp của Mori, nhân vật này thường xuyên làm cho con gái mình Mori Ran tỏ ra ngượng ngùng vì người bố và đó cũng là một trong những lý do cho sự ly thân của Mori với Eri, người vợ của mình. Mori có thói quen uống rượu và thường bị say khướt trong các sự kiện ngoài xã hội mà nhân vật này tham gia. Conan thường hay châm biếm Mori về việc nhân vật này chi tiêu tiền bạc vào rượu, bài bạc và cá độ đua ngựa. Trong bộ truyện, văn phòng bừa bộn của Mori luôn sặc mùi thuốc lá và chất đầy các chai rượu dở. Ông còn có cả một ngăn rượu dự trữ.
Qua phần lớn các tập truyện, Mori được coi là một thám tử kém cỏi, thường xuyên bỏ sót những dữ liệu quan trọng và đi đến kết luận một cách vội vàng. Bất chấp tính lơ đãng của mình, Mori đã từng là nhân viên cảnh sát giỏi dưới quyền thanh tra Juzo Megure 10 năm trước. Ông rời lực lượng cảnh sát sau những vụ việc được nói đến trong movie 2, Thám tử Conan: Mục tiêu thứ 14.Sự giúp đỡ bí mật của Conan trong vô số vụ án đã giúp danh tiếng thám tử của Mori tăng lên nhanh chóng. Tuy nhiên, nhân vật này thường không thể nhớ đáp án của bất kì vụ án nào bởi Conan thường gây mê Mori và sử dụng Mori như là một người đóng thế. Tuy nhiên, Mori không bao giờ thắc mắc về điều này và luôn tự tâng bốc các công lao của "mình".
Trong những tập truyện sau, đã có vài lần Mori tự giải quyết được các vụ án mà không cần sự trợ giúp của Conan, không chỉ bởi năng lực phá án không tồi mà còn nhờ vốn sống từng trải. Vụ án đáng nhớ nhất là trong một kỳ nghỉ tới một suối nước nóng, một trong những người bạn học cũ của anh bị ám sát. Mori tỏ ra bối rối và quyết tâm tự tìm ra kẻ giết người, điều này khiến Conan không nỡ đánh mê Mori và đã tự hạn chế bản thân trong việc chỉ cho Mori những manh mối cần thiết để giải quyết vụ án. Khi kẻ sát nhân bị vạch mặt, hắn ta cố gắng tấn công Mori nhưng đã bị đánh bại một cách dễ dàng. Mori thậm chí còn giải quyết hai vụ án tốt hơn cả Conan trong movie 9: Âm mưu trên biển. Còn ở vụ thứ ba, ông Mori nhận ra quan hệ giữa hung thủ và một người bạn của ông đang bao che không phải là tình nhân như Conan nghĩ, mà là cha con.
Thời đi học, Mori rất giỏi môn Judo. Ngoài ra, khi học tại học viện cảnh sát, ông cũng được tiết lộ là một người có tài thiện xạ với độ chính xác rất cao (điển hình là việc bắn trúng hồng tâm cả 20 phát đạn trong bài kiểm tra bắn súng, điều gần như không xảy ra tại học viện). Dù Mori thường xuyên giả vờ không hứng thú với người vợ đã ly thân, thực ra ông vẫn còn cảm tình với vợ mình và thậm chí còn đề nghị bà trở lại với mình, nhưng Eri thường giả vờ không nghe Mori bởi bà vẫn chưa "sẵn sàng", dù tất nhiên là Eri cũng vẫn còn cảm tình với Mori. Những điều này được bộc lộ qua sự ghen tuông của Eri mỗi khi Mori đi với những cô gái khác và bà không bao giờ đánh mất chiếc nhẫn cưới mà vẫn đeo trên tay như ngày nào. Dù "be bét" nhưng Mori là người rất tốt bụng. Chính Shinichi cũng đã công nhận điều này.
Ngoài ra ông còn rất lễ phép và kính trọng cấp trên dù đã rời ngành. Ông luôn xưng hô với thanh tra Megure là "keibu-dono" ("ngài thanh tra", "anh thanh tra", hay thậm chí là "sếp" trong các bản dịch tiếng Việt) thay vì "keibu-san" ("ông thanh tra"), vì "-dono" là danh xưng cao hơn "-san", nằm giữa "-san" và "-sama". Không những dành sự tôn kính cho cấp trên, mà cách ông đối xử với những người nhỏ tuổi hơn mình cũng vô cùng hòa hảo. Đó là lí do vì sao ông Mori chỉ bị người khác than phiền về những thói hư tật xấu như đua ngựa, rượu chè, hầu như không ai bất mãn với cách mà ông đối nhân xử thế.

## Tên
- Họ trước tên sau

| Quốc gia   | Họ         | Tên               |
| ---------- | ---------- | ----------------- |
| Nhật Bản   | 毛利 Mōri  | 小五郎 Kogorō     |
| Việt Nam   | Mori       | Kogoro            |
| Hàn Quốc   | 유 Yoo     | 명한 Myunghan     |
| Trung Quốc | 毛利 Maoli | 小五郎 Xiaowulang |
| Đài Loan   | 毛利 Maoli | 小五郎 Xiaowulang |

- Tên trước họ sau

| Quốc gia                 | Tên              | Họ        |
| ------------------------ | ---------------- | --------- |
| Vương quốc Anh           | Richard          | Moore     |
| Pháp                     | Kogoro           | Mouri     |
| Ý (Manga)                | Kogoro           | Mouri     |
| Ý (Anime)                | Goro             | Mouri     |
| Tây Ban Nha              | Kogoro           | Mouri     |
| Tây Ban Nha và Mỹ Latinh | Carlos           | Guzmán    |
| Thụy Điển                | Kogoro           | Mori      |
| Đức                      | Kogoro           | Mouri     |
| Malaysia                 | Kogoro           | Mouri     |
| Ả Rập                    | توغو Togo        | موري Mori |
| Thái Lan                 | โค โก โร่ khokorò | ม ริ Mori  |
| Phần Lan                 | Kogoro           | Mori      |
| Nga                      | Когоро           | Мори      |